# Defensa y Justicia
Club Social y Deportivo Defensa y Justicia, běžně znám jako Defensa y Justicia nebo jednoduše Defensa, je argentinský fotbalový klub sídlící ve městě Gobernador Julio A. Costa v partidu Florencio Varela v provincii Buenos Aires. Klub v současnosti hraje argentinskou Primera División, nejvyšší lokální soutěž. Domácím stadionem je Estadio Norberto „Tito“ Tomaghello, který má kapacitu 18 tisíc osob. Počátek klubu je datován k 20. březnu 1935.
V roce 2020 vyhrál svůj první titul v soutěži Copa Sudmericana nad argentinským týmem Lanús. 